# NGC 5590
NGC 5590 (NGC 5580) je lećasta galaktika u zviježđu Volaru. Naknadno je utvrđeno da je NGC 5580 ista galaktika.

## Vanjske poveznice
- (engl.) SEDS: NGC 5590
- (engl.) Hartmut Frommert: Revidirani Novi opći katalog
- (engl.) Izvangalaktička baza podataka NASA-e i IPAC-a
- (engl.) Astronomska baza podataka SIMBAD
- (engl.) VizieR
- DSS-ova slika NGC 5590  Arhivirana inačica izvorne stranice od 28. ožujka 2016. (Wayback Machine)
- (engl.) Auke Slotegraaf: NGC 5590 Deep Sky Observer's Companion
- (engl.) Courtney Seligman: Objekti Novog općeg kataloga: NGC 5550 - 5599